# The Cookie Thief
The Cookie Thief es un cortometraje del año 1999 dirigido por Hugo Currie y Toby Leslie.

## Argumento
- Datos: Q6144281